# Kupforsøget i São Tomé og Príncipe i 1995
Kupforsøget i São Tomé og Príncipe i 1995 var et forsøg på et militærkup i São Tomé og Príncipe den 15. august 1995. Kuppet blev iværksat mod præsident Miguel Trovoadas regering og blev ledet af løjtnant Manuel Quintas de Almeida. Den umiddelbare årsag til kuppet var en lang, seks måneders forsinkelse i udbetalingen af soldaternes løn og dårlige forsyninger og levevilkår for soldaterne. Men med pres fra det internationale samfund returnerede militæret magten til Trovoada den 22. august.